# Pottsville (Arkansas)
Pottsville è una città degli Stati Uniti d'America situata nello Stato dell'Arkansas, nella Contea di Pope.